# Pterolepis cearensis
Pterolepis cearensis är en tvåhjärtbladig växtart som beskrevs av Huber. Pterolepis cearensis ingår i släktet Pterolepis och familjen Melastomataceae. Inga underarter finns listade i Catalogue of Life.